# Malacocephalus hawaiiensis
Malacocephalus hawaiiensis är en fiskart som beskrevs av Gilbert, 1905. Malacocephalus hawaiiensis ingår i släktet Malacocephalus och familjen skolästfiskar. Inga underarter finns listade i Catalogue of Life.